# Lygodactylus madagascariensis
Espèce
Synonymes
- Scalabotes madagascariensis Boettger, 1881

Statut de conservation UICN

 VU B1ab(iii) : Vulnérable
Lygodactylus madagascariensis est une espèce de geckos de la famille des Gekkonidae.

## Répartition
Cette espèce est endémique de Madagascar.

## Liste des sous-espèces
Selon The Reptile Database (15 octobre 2012) :
- Lygodactylus madagascariensis madagascariensis (Boettger, 1881)
- Lygodactylus madagascariensis petteri Pasteur & Blanc, 1967

## Étymologie
Son nom d'espèce, composé de madagascar(i) et du suffixe latin -ensis, « qui vit dans, qui habite », lui a été donné en référence au lieu de sa découverte.

## Publications originales
- Boettger, 1881 : Diagnoses reptilium et batrachiorum novorum ab ill. Antonio Stumpff in insula Nossi-Bé Madagascariensi lectorum. Zoologischer Anzeiger, vol. 4, no 87, p. 358-362 (texte intégral).
- Pasteur & Blanc, 1967 : Les lézards du sous-genre malgache de lygodactyles Domerguella (gekkonidés). Bulletin de la Société Zoologique de France, vol. 92, p. 583-597.